# تپه کهنه گورستان اروان ۲
تپه کهنه قبرستان اروان ۲ مربوط به هزاره اول است و در شهرستان بوئین‌زهرا، بخش آوج، روستای اروان واقع شده و این اثر در تاریخ ۲۵ خرداد ۱۳۸۱ با شمارهٔ ثبت ۵۷۷۵ به‌عنوان یکی از آثار ملی ایران به ثبت رسیده است.